# Мангистаумунайгаз
АО «Мангистаумунайгаз» (каз. «Маңғыстаумұнайгаз» АҚ; KASE: MMGZ) — казахстанская нефтегазовая компания основанная в 1963 году. Штаб-квартира компании располагается в городе Актау. «Мангистаумунайгаз» входит в пятёрку крупнейших нефтегазовых компаний Казахстана.

## История
«Мангистаумунайгаз» было образовано в ноябре 1963 году Постановлением Западно-Казахстанского Совнархоза № 280 как государственное предприятие республиканского значения «Мангышлакнефть» для разработки новых открытых нефтегазовых месторождений на полуострове Мангышлак (Жетыбай и Узень). «Мангышлакнефть» начала разрабатывать все нефтегазовые месторождения на территории Мангистауской области.
Было образовано два нефтегазодобывающих управления (НГДУ) — для разработки Жетыбайской группы месторождений Жетыбайнефть (ныне ПУ Жетыбаймунайгаз), а Узеньской группы — Узеньнефть (АО Узеньмунайгаз). В 1975 году было создано 3-е нефтегазодобывающее управление (НГДУ) на полоустрове Бузачи — Комсомольскнефть (Каламкасмунайгаз) для разработки Бузачинской группы месторождений.
«Мангышлакнефть» в 1991 году находилась в непосредственном подчинении Министерству энергетики и топливных ресурсов Казахстана, с октября 1993 года по июнь 1996-го входила в состав Государственной холдинговой компании «Мунайгаз» (ныне «Казмунайгаз»). Для снижения стоимости приватизации «Мангышлакнефть» в конце 1994 года из состава объединения выведено НГДУ «Узеньнефть» как отдельная компания в составе национальной компании «Мунайгаз» («Казмунайгаз»). До акционирования «Мангышлакнефть» в ОАО «Мангистаумунайгаз», объединение открыло более 80 нефтегазовых месторождении по Мангистауской области, с начальными запасами от 2 до 10 млн тонн нефти из каждого открытого месторождения.
В мае 1995 году объединение было преобразовано в ОАО «Мангистаумунайгаз». В 1997 году ОАО «Мангистаумунайгаз» было куплено индонезийской компанией Central Asia Petroleum Ltd. После покупки структурой Рашида Сарсенова ОАО «Мангистаумунайгаз» получило только на 15 лицензионных месторождений в Мангистауской области.
В конце 1999 году впервые на месторождениях ОАО «Мангистаумунайгаз» (месторождение Жетыбай) применили гидроразрыв пласта с российской сервисной компанией АО СММ.
В 2005 году доли сервисных компании были проданы, в данный момент почти все входят в состав Актаунефтесервис.
В ноябре 2009 год АО «Мангистаумунайгаз» была куплена компанией "Mangistau Investments B.V.", являющейся совместным предприятием АО «КазМунайГаз» (50 % акций) и CNPC (50 % акций).
В конце 2010 году на месторождении Северный Аккар в первый раз применили кислотный гидроразрыв пласта с компанией Halliburton. В 2012 году компания СиБу пробурили на месторождении Жетыбай новые горизонтальные скважины.

## Активы компании
По состоянию на 01.01.2013 г. из 15 лицензионных месторождений АО в промышленной разработке находятся 9 — Каламкас, Жетыбай, Асар, Жетыбай Южный, Жетыбай Восточный, Оймаша, Северное Карагие, Алатюбе, Бурмаша, в пробной эксплуатации — 6 Бектурлы, Северный Аккар, Придорожное, Айрантакыр, Атамбай-Сартюбе, Ащиагар.
«Мангистаумунайгаз» принадлежат:
- ПУ Каламкасмунайгаз (Каламкас);
- ПУ Жетыбаймунайгаз (Жетыбай и другие 13 нефтегазовые месторождении);
- Атыраумунайгаз (Махамбет и Бобек) (100 %);
- Snow Leopard Resources (Токаревское, Тепловское, Каменское) (100 %).

## Запасы и добыча
Суммарные балансовые запасы нефти по месторождениям составляют 1100 млн т, остаточные извлекаемые запасы на 01.01.2011 г. — 165 млн тонн.
Компания добыла в 2007 г. 5,7 миллиона тонн нефти и 220 млн м³ природного газа. Доля «Мангистаумунайгаз» в годовой добыче в регионе составляет более 31 % и 8 % в целом по Казахстану.
В 2017 году реализация сырой нефти составила 6 311 тыс. тонн, в том числе 4 463 тыс. тонн (88 тыс. баррелей в сутки) на экспорт и 1 847 тыс. тонн (37 тыс. баррелей в сутки) на внутренний рынок.

## Основные акционеры
Основным акционером АО «Мангистаумунайгаз» по состоянию 01.01.2010 года является Mangistau Investments B.V. (99 %). Совместная компания казахстанской нефтяной компании КазМунайГаз (50 %) и китайской нефтяной компании CNPC (50 %). Оставшийся 1 % находится в руках трудового коллектива АО «Мангистаумунайгаз» и других юридических лиц.
Основным акционером АО «Мангистаумунайгаз» до 01.11.2009 года являлась компания Рашида Сарсенова Central Asia Petroleum Ltd.

## Перечень месторождении

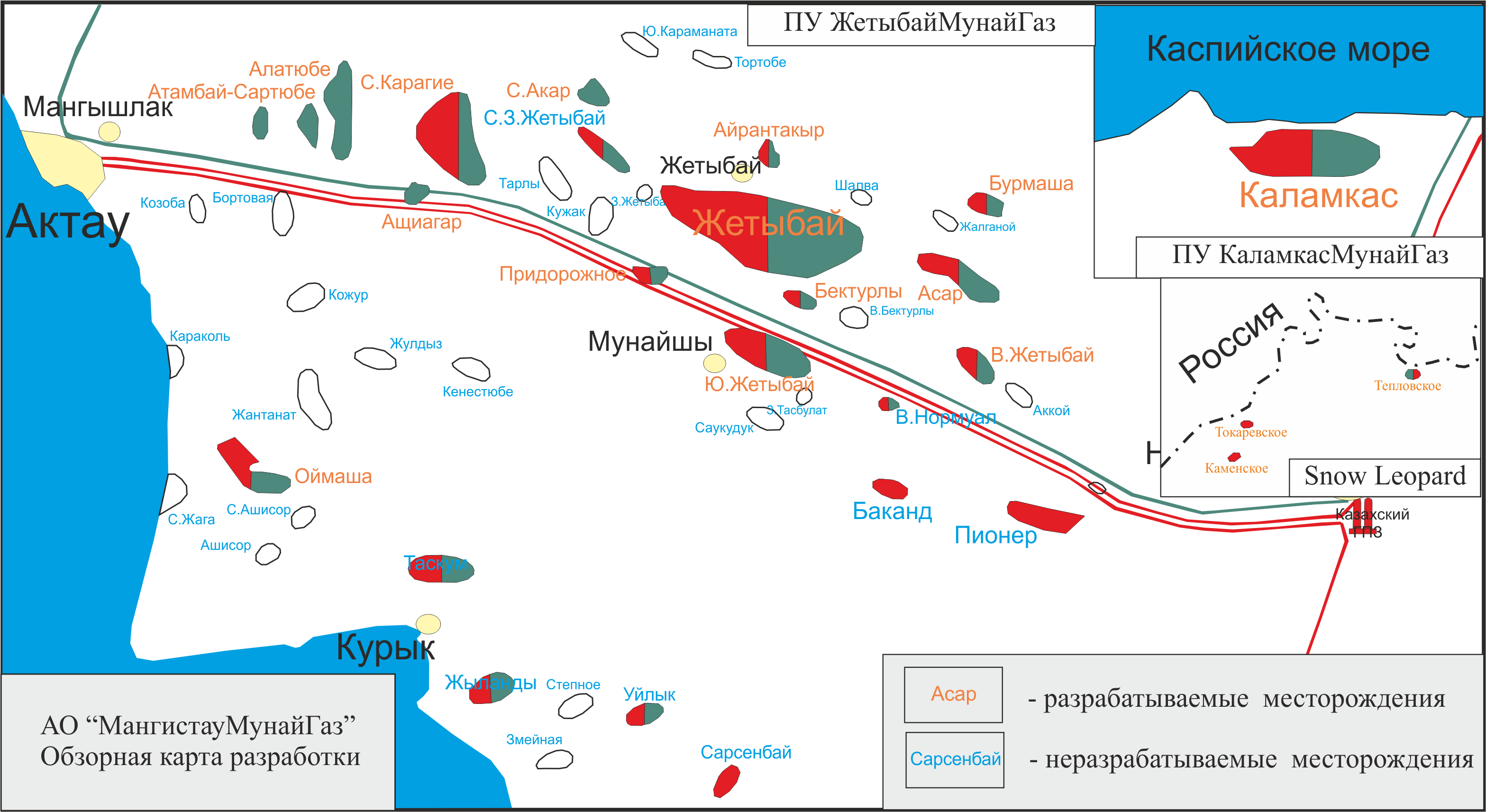
Обзорная карта месторождений АО «Мангистаумунайгаз»

По состоянию на 01.01.2010 г. из 15 лицензионных месторождений АО Мангистаумунайгаз в промышленной разработке находятся 9, в пробной эксплуатации — 6.
1. Каламкас.
2. Жетыбай;
3. Асар;
4. Жетыбай Восточный;
5. Жетыбай Южный;
6. Алатюбе;
7. Северное Карагие;
8. Оймаша;
9. Бурмаша;
10. Бектурлы;
11. Северный Аккар;
12. Придорожное;
13. Айрантакыр;
14. Атамбай-Сартюбе;
15. Ащиагар.

По состоянию на 01.01.2010 г. из 3 лицензионных месторождений Степной Леопард (Snow Leopard International):
1. Токаревское;
2. Тепловское;
3. Каменское.

Лицензионные участки на Северо-Каспийском шельфе Каспийского моря:
1. Махамбет;
2. Бобек.